# Desmiphora picta
Desmiphora picta là một loài bọ cánh cứng trong họ Cerambycidae.